# Fix You
Fix You är en låt av det brittiska rockbandet Coldplay och är det fjärde spåret på deras album X&Y från 2005. När sången framförs live sjunger alla fyra bandmedlemmarna, men på albumet sjunger endast Chris och Will. Den släpptes som den andra singeln från detta album i ett flertal länder. I Storbritannien släpptes låten den 5 september 2005 för att undvika konkurrens med Oasis nyligen utgivna singel The Importance of Being Idle, släppt den 22 augusti, på brittiska UK Singles Chart.
Den 14 september 2005 släppte Coldplay Fix You EP på iTunes Music Store. Pengarna gick till The American Red Cross Hurricane 2005 Relief och The National Academy of Recording Arts & Sciences MusiCares Hurricane Relief Fund, två fonder som samlar in pengar till personer som har drabbats av orkanen Katrina. Sången spelades på Shelter from the Storm: A Concert for the Gulf Coast. Den har blivit ett slags revanschsång för offren och det möjliga ledmotivet för evenemanget.
Fix you sägs vara tillägnad Gwyneth Paltrow, sångaren Chris Martins fru. Chris Martin ska ha skrivit låten åt henne under en tung tid då hennes far gick bort. Under festivalen Where the Action is tillägnade Chris Martin emellertid låten sin syster. Den spelades i TV-serien OC och är även med i slutet av avsnitt 12 säsong 5 i TV-serien Scrubs. Flera covers har gjorts, bland andra av Secondhand Serenade, Ruth och Stephanie Simon. Låten spelades även på vigseln mellan prins Carl Philip och Sofia Hellqvist, den 13 juni 2015, då den framfördes av Salem Al Fakir.